# Mercedes-Benz O 303
.
.
Mercedes-Benz O 303 turistički i međugradski autobus njemačkog proizvođača Mercedes-Benz koji je zamijenio je model O 302. Autobus se proizvodio od 1974. do 1992. godine kada ga je zamijenio model O 404.
"Mercedes-Benz" je na ovom modelu po prvi puta predstavio svoje "V-6" i "V-8" dizelske motore, kao i "ABS" sistem kočnica. Proizvedeno je približno 38 000 primjeraka ovog autobusa u raznim dužinama.
Brojna prijevoznička poduzeća u Hrvatskoj imala su ovaj model autobusa u svom voznom parku, i dan danas ga možemo sresti na našim cestama.
U Jugoslaviji se u sklopo FAP FAMOS korporacije proizvodio autobus po licenci koji je nosio ime FAP Sanos S315. Karoseriju je izrađivala tvornica FAS 11.oktomvri Skopje.